# Joseph Cozza-Luzi
Pour les articles homonymes, voir Cozza et Luzi.
Joseph Cozza-Luzi (né le 4 décembre 1837 à Bolsena et mort le 1er juin 1905  dans la même ville) est un moine basilien, théologien, archéologue et érudit italien.

## Biographie
Issu d'une famille noble, il fut parmi les premiers élèves, en 1850, du lycée fondé alors auprès de l'abbaye basilienne de Grottaferrata. Il fit bientôt sa profession monastique dans l'établissement, et s'attacha spécialement au savant moine Théodore (ou Teodoro) Toscani, avec lequel il étudia l'hymnographie byzantine, l'assistant ensuite dans la réalisation du recueil De immaculata Deiparæ conceptione hymnologia Græcorum ex editis et manuscriptis codicibus Cryptoferratensibus Latina et Italica interpretatione (Rome, congrégation De Propaganda Fide, 1862). En 1866, il fut élu secrétaire du prieur Nicolas Contieri, qui fut créé abbé par le pape Pie IX le 20 décembre 1869, quand fut supprimé pour ce monastère le régime de la commende. Après l'occupation de Rome par le royaume d'Italie (9 octobre 1870), l'établissement fut déclaré monument national et confié à la garde des basiliens ; le 11 octobre 1874, J. Cozza-Luzi reçut de l'État italien le titre de superintendant. Le 24 février 1873, il devint procureur de l'ordre basilien à Rome, et consultant de la congrégation De Propaganda Fide pour les affaires de rite oriental. En 1875, il fut élu abbé de Grottaferrata, succédant au Père Contieri. Le 12 avril 1881, il obtint du pape Léon XIII une sentence réintroduisant dans l'établissement le pur rite grec, abolissant le rite mêlé qui s'y était introduit depuis longtemps et qu'on qualifiait d'« italo-grec ». Il s'attacha aussi à redonner à l'église abbatiale sa forme primitive, altérée dans les siècles précédents.
Son mandat d'abbé prit fin en janvier 1882, et suivant l'usage il dut quitter le monastère. Le 30 mars 1882, il reçut la charge de vice-bibliothécaire de la Sainte Église Romaine, étant déjà depuis 1873 scriptor græcus de la Bibliothèque vaticane. Il resta au Vatican, attaché à cette bibliothèque, jusqu'en avril 1902, date à laquelle il dut quitter l'appartement dont il disposait dans l'enceinte pontificale. Il se retira alors dans sa ville natale de Bolsena, où il mourut trois ans plus tard.
Il fut président de la Pontificia Academia romana di archeologia de 1894 à 1900.

## Travaux
Sa bibliographie complète (ouvrages et brochures) ne contient pas moins de 180 numéros, sur les sujets les plus variés.
- Il Tuscolano di M. Tullio Cicerone. Ricerche di d. G. Cozza-Luzi, Rome, 1866 (ouvrage voulant démontrer que l'abbaye de Grottaferrata était située à l'emplacement de la villa de Tusculum de Cicéron) ;
- Sacrorum Bibliorum vetustissima fragmenta Græca et Latina ex palimpsestis codicibus bibliothecæ Cryptoferratensis eruta atque edita, I-III, Rome, 1867-1877 ;
- Bibliorum codex Græcus Vaticanus collatis studiis C. Vercellone, I. Cozza, H. Fabiani, 6 vol., Rome, juillet 1868-septembre 1881 (édition du Codex Vaticanus 1209, manuscrit biblique datant du IVe siècle) ;
- De corporea assumptione beatæ Mariæ Deiparæ testimonia liturgica Græcorum selecta, Rome, 1869 ;
- De Romani pontificis auctoritate disciplinari testimoniis Ecclesiæ Græcæ comprobata disquisitio, Rome, 1870 ;
- De Romani pontificis auctoritate doctrinali testimonia liturgica Ecclesiæ Græcæ selecta, Rome, 1870 ;
- Patrum Novæ Bibliothecæ ab Angelo Maio selectæ tomus VIII, Rome, 1871 (contenant : lettres et fragments de Théodore Studite ; livres I et II de l'Historia dogmatica de Georges Métochite ; sermons attribués aux deux saints du nom de Siméon Stylite ; lettre d'Isaac de Ninive à Siméon le Thaumaturge) ;
- Εἰς τὸν ἅγιον Βενέδικτον ὕμνοι τοῦ ὁσίου Νείλου, Rome, 1873 ;
- Daniel juxta Septuaginta Græcos interpretes ad similitudinem textus unici Chisiani a I. C.-L. ...editi, Tusculum, 1877 (le Livre de Daniel selon le Codex Chisianus 88, de la bibliothèque Chigi, seul témoin du texte de la Septante pour ce livre, le Vatic. gr. 1209 présentant pour ce livre la version de Théodotion) ;
- Hymnologia Græcorum in S. Ambrosium Mediolanensem, Rome, 1879 ;
- Historia sancti Benedicti a summis pontificibus Romanis Gregorio I descripta et Zacharia græce reddita nunc primum e codicibus sæculi VIII Ambrosiano et Cryptensi Vaticano edita et notis illustrata, Rome, 1880 (édition du livre II des Dialogues de Grégoire le Grand, consacré à Benoît de Nursie, avec la traduction grecque faite par le pape Zacharie, qui était d'origine grecque) ;
- Epistolario del cardinale Angelo Mai. Primo saggio di cento lettere inedite, Bergame, 1883 (publication d'une partie de la correspondance d'Angelo Mai) ;
- Patrum Novæ Bibliothecæ tomus IX, Rome, 1888 (contenant : la Petite et la Grande Catéchèse et les sermons de Théodore Studite ; la Vie et les sermons de saint Pierre d'Argos) ;
- Codex Vaticanus Græcus 1209, phototypice expressus, Rome, 1889 et 1890 (reproduction phototypique du manuscrit édité en 1868-1881) ;
- Prophetarum codex Græcus Vaticanus 2125, Rome, 1890 (reproduction phototypique d'un manuscrit de la Septante datant du VIe siècle) ;
- La Cronaca siculo-saracena di Cambridge, con doppio testo greco scoperto in codici contemporanei delle Biblioteche Vaticana e Parigina..., Palerme, 1890 (original grec récemment découvert dans le Vatic. gr. 1912 et dans le Paris. suppl. gr. 920 de la Chronique de Cambridge, un récit arabe connu depuis le XVIIe siècle de la conquête de la Sicile par les musulmans au IXe siècle) ;
- Historia et laudes SS. Sabæ et Macarii juniorum e Sicilia auctore Oreste patriarcha Hierosolymitano, græce et latine, Rome, 1893 (Vie des saints Sabas et Macaire les Jeunes, Siciliens du Xe siècle, par le patriarche Oreste de Jérusalem) ;
- Codex Vaticanus Urbinas 365, Rome, 1893 et 1894 (reproduction phototypique d'un manuscrit de Dante avec des miniatures de Giulio Clovio) ;
- I pontifici romani nella liturgia greca, Sienne, 1897 ;
- Patrum Novæ Bibliothecæ tomus X, Rome, 1905 (contenant : le livre III de l'Historia dogmatica de Georges Métochite ; divers écrits inédits, oratoires, liturgiques ou bibliques).

J. Cozza-Luzi a d'autre part découvert dans un palimpseste de la bibliothèque de Grottaferrata (Cryptensis 216) et du Vatican (Vatic. gr. 2306 et 2061 A) un texte de la Géographie de Strabon. Il le signala en 1875 et en produisit une page à titre de spécimen (Dell'antico codice della Geografia di Strabone scoperto nei palimsesti della Badia di Grottaferrata, Rome, Chiapperini, 1875), puis le publia en cinq articles parus dans plusieurs périodiques ou en fascicules isolés entre 1884 et 1887 (sous le titre : Del più antico testo della Geografia di Strabone, frammenti scoperti in membrane palimseste). Il donna encore à ce sujet deux préfaces en 1887 et 1890. Cette découverte fut sa contribution la plus importante à la philologie.
Il a donné d'autre part de nombreuses contributions à des périodiques divers (notamment Il Giornale arcadico di scienze, lettere ed arti, Il Bessarione, Il Muratori, L'Archivio storico siciliano, La Rivista storica calabrese...).